# Saison 2018-2019 de la Juventus FC
Maillots
Chronologie
Saison précédente Saison suivante
La saison 2018-2019 de la Juventus FC voit le club engagé dans quatre compétitions : la Serie A, la Coupe d'Italie, la Ligue des champions et la Supercoupe d'Italie.

## Dates clés
- Le 15 mai 2018, la Juventus dévoile le nouveau maillot domicile pour la saison 2018-2019[1].

- Le 18 juillet 2018, la Juventus dévoile le nouveau maillot third pour la saison 2018-2019[2].

- Le 21 août 2018, la Juventus dévoile le nouveau maillot extérieur pour la saison 2018-2019[3].

- Le 16 janvier 2019, la Juventus remporte la Supercoupe d'Italie pour la 8e fois de son histoire[4].

- Le 20 avril 2019, la Juventus est sacrée championne d'Italie pour la 8e fois consécutive et pour la 35e fois de son histoire[5].

## Effectif de la saison
Ce tableau liste l'effectif professionnel de la Juventus FC pour la saison 2018-2019 (25 joueurs). 

## Transferts
Ce tableau liste les transferts estivaux et hivernaux de la Juventus FC pour la saison 2018-2019.
| Nationalité | Joueur               | Poste | Forme                                 | Période         | Provenance/Destination   | Division           | Référence |
| ----------- | -------------------- | ----- | ------------------------------------- | --------------- | ------------------------ | ------------------ | --------- |
| Arrivées    |                      |       |                                       |                 |                          |                    |           |
|             | Cristiano Ronaldo    | A     | Transfert (105 M€)                    | Mercato d'été   | Real Madrid CF           | La Liga            | [ 6 ]     |
|             | João Cancelo         | D     | Transfert (40 M€)                     | Mercato d'été   | Valence CF               | La Liga            | [ 7 ]     |
|             | Emre Can             | M     | Transfert libre                       | Mercato d'été   | Liverpool FC             | Premier League     | [ 8 ]     |
|             | Mattia Caldara       | D     | Fin de prêt                           | Mercato d'été   | Atalanta Bergame         | Serie A            | [ 9 ]     |
|             | Mattia Perin         | G     | Transfert (12 M€)                     | Mercato d'été   | Genoa CFC                | Serie A            | [ 10 ]    |
|             | Leonardo Bonucci     | D     | Échange avec Mattia Caldara           | Mercato d'été   | AC Milan                 | Serie A            | [ 11 ]    |
|             | Moise Kean           | A     | Fin de prêt                           | Mercato d'été   | Hellas Vérone FC         | Serie A            | [ 12 ]    |
|             | Martín Cáceres       | D     | Prêt (600 000 €)                      | Mercato d'hiver | SS Lazio                 | Serie A            | [ 13 ]    |
|             |                      |       |                                       |                 |                          |                    |           |
| Départs     |                      |       |                                       |                 |                          |                    |           |
|             | Gianluigi Buffon     | G     | Fin de contrat                        | Mercato d'été   | Paris Saint-Germain      | Ligue 1            | [ 14 ]    |
|             | Claudio Marchisio    | M     | Rupture de contrat                    | Mercato d'été   | Zénith Saint-Pétersbourg | Premiere Ligue     | [ 15 ]    |
|             | Benedikt Höwedes     | D     | Fin de prêt                           | Mercato d'été   | FC Schalke 04            | Bundesliga         | [ 16 ]    |
|             | Stephan Lichtsteiner | D     | Fin de contrat                        | Mercato d'été   | Arsenal FC               | Premier League     | [ 17 ]    |
|             | Kwadwo Asamoah       | D     | Fin de contrat                        | Mercato d'été   | Inter Milan              | Serie A            | [ 18 ]    |
|             | Mattia Caldara       | D     | Échange avec Leonardo Bonucci         | Mercato d'été   | AC Milan                 | Serie A            | [ 11 ]    |
|             | Gonzalo Higuain      | A     | Prêt + option d'achat (18 M€ + 36 M€) | Mercato d'été   | AC Milan                 | Serie A            | [ 11 ]    |
|             | Marko Pjaca          | A     | Prêt + option d'achat (2 M€ + 20 M€)  | Mercato d'été   | ACF Fiorentina           | Serie A            | [ 19 ]    |
|             | Medhi Benatia        | D     | Transfert (8 M€ + 2 M€ bonus)         | Mercato d'hiver | Al-Duhail                | Qatar Stars League | [ 20 ]    |

## Maillots

### Maillots joueurs
Les maillots domicile, extérieur et third pour la saison 2018-2019 :
| Domicile n°1 (2018-2019) |

| Domicile n°2 (2018-2019) |

| Extérieur n°1 (2018-2019) |

| Extérieur n°2 (2018-2019) |

| Third · (2018-2019) |

À noter que le maillot domicile peut être porté soit avec un short noir ou blanc et des chaussettes noires ou blanches. Quant au maillot extérieur, soit avec un short et des chaussettes de couleur marron ou blanc cassé.

### Maillots gardiens
Les 4 maillots de gardiens pour la saison 2018-2019 :
| Gardien n°1 (2018-2019) |

| Gardien n°2 (2018-2019) |

| Gardien n°3 (2018-2019) |

| Gardien n°4 (2018-2019) |

À noter que ces maillots n'ont pas été officiellement annoncé, ils ont simplement fait leur apparition au cours de la saison.

## Préparation d'avant-saison

### MLS All-Star Game
| MLS All-Star Game                           | Juventus FC                                            | 1 - 1 5 - 3 t. a. b. | Étoiles MLS                             |                                                                               |                                                                               |
| Mercredi 1er août 2018 19:30 ET - 1:30 CEST | (Matheus Pereira ) Favilli 21e                         | (1 - 1)              | 26e Martínez (Vela )                    | Mercedes-Benz Stadium, Atlanta Spectateurs : 72 317 Arbitrage : Robert Sibiga | Mercedes-Benz Stadium, Atlanta Spectateurs : 72 317 Arbitrage : Robert Sibiga |
| Mercredi 1er août 2018 19:30 ET - 1:30 CEST | Rapport                                                |                      |                                         | Mercedes-Benz Stadium, Atlanta Spectateurs : 72 317 Arbitrage : Robert Sibiga | Mercedes-Benz Stadium, Atlanta Spectateurs : 72 317 Arbitrage : Robert Sibiga |
| Mercredi 1er août 2018 19:30 ET - 1:30 CEST | Fagioli · Beltrame · Kastanos · Fernandes · De Sciglio | Tirs au but 5 - 3    | Zusi · Yotún · Valeri · Wright-Phillips | Mercedes-Benz Stadium, Atlanta Spectateurs : 72 317 Arbitrage : Robert Sibiga | Mercedes-Benz Stadium, Atlanta Spectateurs : 72 317 Arbitrage : Robert Sibiga |

### International Champions Cup
| 1re journée                                   | Juventus FC                                           | 2 - 0   | Bayern Munich |                                                                                    |                                                                                    |
| Mercredi 25 juillet 2018 19:00 ET - 1:00 CEST | (Marchisio ) Favilli 32e · (Alex Sandro ) Favilli 40e | (2 - 0) |               | Lincoln Financial Field, Philadelphie Spectateurs : 32 105 Arbitrage : Chris Penso | Lincoln Financial Field, Philadelphie Spectateurs : 32 105 Arbitrage : Chris Penso |
| Mercredi 25 juillet 2018 19:00 ET - 1:00 CEST | Rapport                                               |         |               | Lincoln Financial Field, Philadelphie Spectateurs : 32 105 Arbitrage : Chris Penso | Lincoln Financial Field, Philadelphie Spectateurs : 32 105 Arbitrage : Chris Penso |

| 2e journée                                   | Benfica Lisbonne                | 1 - 1 2 - 4 t. a. b. | Juventus FC                       |                                                                                     |                                                                                     |
| Samedi 28 juillet 2018 13:00 ET - 19:00 CEST | Alejandro Grimaldo 65e          | (1 - 1)              | 74e Clemenza (De Sciglio )        | Red Bull Arena, Harrison Spectateurs : 24 194 Arbitrage : José Carlos Rivero (USSF) | Red Bull Arena, Harrison Spectateurs : 24 194 Arbitrage : José Carlos Rivero (USSF) |
| Samedi 28 juillet 2018 13:00 ET - 19:00 CEST | Rapport                         |                      |                                   | Red Bull Arena, Harrison Spectateurs : 24 194 Arbitrage : José Carlos Rivero (USSF) | Red Bull Arena, Harrison Spectateurs : 24 194 Arbitrage : José Carlos Rivero (USSF) |
| Samedi 28 juillet 2018 13:00 ET - 19:00 CEST | Parks · Jonas · Samaris · Félix | Tirs au but 2 - 4    | Fagioli · Can · Beltrame · Sandro | Red Bull Arena, Harrison Spectateurs : 24 194 Arbitrage : José Carlos Rivero (USSF) | Red Bull Arena, Harrison Spectateurs : 24 194 Arbitrage : José Carlos Rivero (USSF) |

| 3e journée                               | Real Madrid                                                                               | 3 - 1   | Juventus FC        |                                                                            |                                                                            |
| Samedi 4 août 2018 18:00 ET - 00:00 CEST | (Dani Ceballos ) Bale 39e · (Vinícius Júnior ) Asensio 49e · (Lucas Vázquez ) Asensio 56e | (1 - 1) | 12e (csc) Carvajal | FedExField, Landover Spectateurs : 71 597 Arbitrage : Robert Sibiga (USSF) | FedExField, Landover Spectateurs : 71 597 Arbitrage : Robert Sibiga (USSF) |
| Samedi 4 août 2018 18:00 ET - 00:00 CEST | Rapport                                                                                   |         |                    | FedExField, Landover Spectateurs : 71 597 Arbitrage : Robert Sibiga (USSF) | FedExField, Landover Spectateurs : 71 597 Arbitrage : Robert Sibiga (USSF) |

## Compétitions

### Serie A
| : Phase de groupes pour la ligue des champions : Phase de groupes pour la ligue Europa : Deuxième tour qualificatif pour la ligue Europa : Reléguées en Serie B M. : Matchs B. : Buts |

| Rang | Équipe           | Points | M. joués | M. gagnés | M. nuls | M. perdus | B. marqués | B. encaissés |
| ---- | ---------------- | ------ | -------- | --------- | ------- | --------- | ---------- | ------------ |
| 1    | Juventus FC      | 90     | 38       | 28        | 6       | 4         | 70         | 30           |
| 2    | SSC Naples       | 79     | 38       | 24        | 7       | 7         | 74         | 36           |
| 3    | Atalanta Bergame | 69     | 38       | 20        | 9       | 9         | 77         | 46           |
| 4    | Inter Milan      | 69     | 38       | 20        | 9       | 9         | 57         | 33           |
| 5    | AC Milan         | 68     | 38       | 19        | 11      | 8         | 55         | 36           |
| 6    | AS Rome          | 66     | 38       | 18        | 12      | 8         | 66         | 48           |
| 7    | Torino FC        | 63     | 38       | 16        | 15      | 7         | 52         | 37           |
| 8    | SS Lazio         | 59     | 38       | 17        | 8       | 13        | 56         | 46           |
| 9    | UC Sampdoria     | 53     | 38       | 15        | 8       | 15        | 60         | 51           |
| 10   | Bologne FC       | 44     | 38       | 11        | 11      | 16        | 48         | 56           |
| 11   | US Sassuolo      | 43     | 38       | 9         | 16      | 13        | 53         | 60           |
| 12   | Udinese Calcio   | 43     | 38       | 11        | 10      | 17        | 39         | 53           |
| 13   | SPAL             | 42     | 38       | 11        | 9       | 18        | 44         | 56           |
| 14   | Parme Calcio     | 41     | 38       | 10        | 11      | 17        | 41         | 61           |
| 15   | Cagliari Calcio  | 41     | 38       | 10        | 11      | 17        | 36         | 54           |
| 16   | ACF Fiorentina   | 41     | 38       | 8         | 17      | 13        | 47         | 45           |
| 17   | Genoa CFC        | 38     | 38       | 8         | 14      | 16        | 39         | 57           |
| 18   | Empoli FC        | 38     | 38       | 10        | 8       | 20        | 51         | 70           |
| 19   | Frosinone Calcio | 25     | 38       | 5         | 10      | 23        | 29         | 69           |
| 20   | Chievo Vérone    | 17     | 38       | 2         | 14      | 22        | 25         | 75           |

#### Matchs aller
| 1re journée                    | Chievo Vérone                                         | 2 - 3   | Juventus FC                                                                  |                                                                                      |                                                                                      |
| Samedi 18 août 2018 18:00 CEST | (Giaccherini ) Stępiński 38e · Giaccherini 56e (pen.) | (1 - 1) | 3e Khedira (Chiellini ) · 75e (csc) Bani · 90+3e Bernardeschi (Alex Sandro ) | Stade Marcantonio-Bentegodi, Vérone Spectateurs : 29 500 Arbitrage : Fabrizio Pasqua | Stade Marcantonio-Bentegodi, Vérone Spectateurs : 29 500 Arbitrage : Fabrizio Pasqua |
| Samedi 18 août 2018 18:00 CEST | Rapport                                               |         |                                                                              | Stade Marcantonio-Bentegodi, Vérone Spectateurs : 29 500 Arbitrage : Fabrizio Pasqua | Stade Marcantonio-Bentegodi, Vérone Spectateurs : 29 500 Arbitrage : Fabrizio Pasqua |

| 2e journée                     | Juventus FC                           | 2 - 0   | SS Lazio |                                                                             |                                                                             |
| Samedi 25 août 2018 18:00 CEST | Pjanić 30e · (Ronaldo ) Mandžukić 75e | (1 - 0) |          | Allianz Stadium, Turin Spectateurs : 40 173 Arbitrage : Massimiliano Irrati | Allianz Stadium, Turin Spectateurs : 40 173 Arbitrage : Massimiliano Irrati |
| Samedi 25 août 2018 18:00 CEST | Rapport                               |         |          | Allianz Stadium, Turin Spectateurs : 40 173 Arbitrage : Massimiliano Irrati | Allianz Stadium, Turin Spectateurs : 40 173 Arbitrage : Massimiliano Irrati |

| 3e journée                           | Parme Calcio            | 1 - 2   | Juventus FC                             |                                                                            |                                                                            |
| Samedi 1er septembre 2018 20:30 CEST | (Inglese ) Gervinho 33e | (1 - 1) | 2e Mandžukić · 58e Matuidi (Mandžukić ) | Stade Ennio-Tardini, Parme Spectateurs : 20 814 Arbitrage : Daniele Doveri | Stade Ennio-Tardini, Parme Spectateurs : 20 814 Arbitrage : Daniele Doveri |
| Samedi 1er septembre 2018 20:30 CEST | Rapport                 |         |                                         | Stade Ennio-Tardini, Parme Spectateurs : 20 814 Arbitrage : Daniele Doveri | Stade Ennio-Tardini, Parme Spectateurs : 20 814 Arbitrage : Daniele Doveri |

| 4e journée                            | Juventus FC                      | 2 - 1   | US Sassuolo                |                                                                        |                                                                        |
| Dimanche 16 septembre 2018 15:00 CEST | Ronaldo 50e · (Can ) Ronaldo 65e | (0 - 0) | 90+1e Babacar (Dell'Orco ) | Allianz Stadium, Turin Spectateurs : 40 563 Arbitrage : Daniele Chiffi | Allianz Stadium, Turin Spectateurs : 40 563 Arbitrage : Daniele Chiffi |
| Dimanche 16 septembre 2018 15:00 CEST | Rapport                          |         |                            | Allianz Stadium, Turin Spectateurs : 40 563 Arbitrage : Daniele Chiffi | Allianz Stadium, Turin Spectateurs : 40 563 Arbitrage : Daniele Chiffi |

| 5e journée                            | Frosinone Calcio | 0 - 2   | Juventus FC                                |                                                                                  |                                                                                  |
| Dimanche 23 septembre 2018 20:30 CEST |                  | (0 - 0) | 81e Ronaldo · 90+4e Bernardeschi (Pjanić ) | Stade Benito-Stirpe, Frosinone Spectateurs : 16 310 Arbitrage : Piero Giacomelli | Stade Benito-Stirpe, Frosinone Spectateurs : 16 310 Arbitrage : Piero Giacomelli |
| Dimanche 23 septembre 2018 20:30 CEST | Rapport          |         |                                            | Stade Benito-Stirpe, Frosinone Spectateurs : 16 310 Arbitrage : Piero Giacomelli | Stade Benito-Stirpe, Frosinone Spectateurs : 16 310 Arbitrage : Piero Giacomelli |

| 6e journée                            | Juventus FC                         | 2 - 0   | Bologne FC |                                                                          |                                                                          |
| Mercredi 26 septembre 2018 21:00 CEST | Dybala 11e · (Ronaldo ) Matuidi 16e | (2 - 0) |            | Allianz Stadium, Turin Spectateurs : 38 472 Arbitrage : Maurizio Mariani | Allianz Stadium, Turin Spectateurs : 38 472 Arbitrage : Maurizio Mariani |
| Mercredi 26 septembre 2018 21:00 CEST | Rapport                             |         |            | Allianz Stadium, Turin Spectateurs : 38 472 Arbitrage : Maurizio Mariani | Allianz Stadium, Turin Spectateurs : 38 472 Arbitrage : Maurizio Mariani |

| 7e journée                          | Juventus FC                                                       | 3 - 1   | SSC Naples              |                                                                    |                                                                    |
| Samedi 29 septembre 2018 18:00 CEST | (Ronaldo ) Mandžukić 26e · Mandžukić 49e · (Ronaldo ) Bonucci 76e | (1 - 1) | 10e Mertens (Callejón ) | Allianz Stadium, Turin Spectateurs : 39 252 Arbitrage : Luca Banti | Allianz Stadium, Turin Spectateurs : 39 252 Arbitrage : Luca Banti |
| Samedi 29 septembre 2018 18:00 CEST | Rapport                                                           |         |                         | Allianz Stadium, Turin Spectateurs : 39 252 Arbitrage : Luca Banti | Allianz Stadium, Turin Spectateurs : 39 252 Arbitrage : Luca Banti |

| 8e journée                       | Udinese Calcio | 0 - 2   | Juventus FC                                              |                                                                    |                                                                    |
| Samedi 6 octobre 2018 18:00 CEST |                | (0 - 2) | 33e Bentancur (João Cancelo ) · 37e Ronaldo (Mandžukić ) | Dacia Arena, Udine Spectateurs : 25 021 Arbitrage : Rosario Abisso | Dacia Arena, Udine Spectateurs : 25 021 Arbitrage : Rosario Abisso |
| Samedi 6 octobre 2018 18:00 CEST | Rapport        |         |                                                          | Dacia Arena, Udine Spectateurs : 25 021 Arbitrage : Rosario Abisso | Dacia Arena, Udine Spectateurs : 25 021 Arbitrage : Rosario Abisso |

| 9e journée                        | Juventus FC | 1 - 1   | Genoa CFC                  |                                                                           |                                                                           |
| Samedi 20 octobre 2018 18:00 CEST | Ronaldo 18e | (1 - 0) | 67e Daniel Bessa (Kouamé ) | Allianz Stadium, Turin Spectateurs : 37 735 Arbitrage : Federico La Penna | Allianz Stadium, Turin Spectateurs : 37 735 Arbitrage : Federico La Penna |
| Samedi 20 octobre 2018 18:00 CEST | Rapport     |         |                            | Allianz Stadium, Turin Spectateurs : 37 735 Arbitrage : Federico La Penna | Allianz Stadium, Turin Spectateurs : 37 735 Arbitrage : Federico La Penna |

| 10e journée                       | Empoli FC            | 1 - 2   | Juventus FC                                 |                                                                                     |                                                                                     |
| Samedi 27 octobre 2018 18:00 CEST | (Krunić ) Caputo 28e | (1 - 0) | 54e (pen.) Ronaldo · 70e Ronaldo (Matuidi ) | Stade Carlo-Castellani, Empoli Spectateurs : 15 889 Arbitrage : Giampaolo Calvarese | Stade Carlo-Castellani, Empoli Spectateurs : 15 889 Arbitrage : Giampaolo Calvarese |
| Samedi 27 octobre 2018 18:00 CEST | Rapport              |         |                                             | Stade Carlo-Castellani, Empoli Spectateurs : 15 889 Arbitrage : Giampaolo Calvarese | Stade Carlo-Castellani, Empoli Spectateurs : 15 889 Arbitrage : Giampaolo Calvarese |

| 11e journée                      | Juventus FC                                                            | 3 - 1   | Cagliari Calcio |                                                                          |                                                                          |
| Samedi 3 novembre 2018 20:30 CET | (Bentancur ) Dybala 1re · Bradarić 38e (csc) · (Ronaldo ) Cuadrado 87e | (2 - 1) | 36e João Pedro  | Allianz Stadium, Turin Spectateurs : 40 644 Arbitrage : Maurizio Mariani | Allianz Stadium, Turin Spectateurs : 40 644 Arbitrage : Maurizio Mariani |
| Samedi 3 novembre 2018 20:30 CET | Rapport                                                                |         |                 | Allianz Stadium, Turin Spectateurs : 40 644 Arbitrage : Maurizio Mariani | Allianz Stadium, Turin Spectateurs : 40 644 Arbitrage : Maurizio Mariani |

| 12e journée                         | AC Milan | 0 - 2   | Juventus FC                               |                                                                                      |                                                                                      |
| Dimanche 11 novembre 2018 20:30 CET |          | (0 - 1) | 8e Mandžukić (Alex Sandro ) · 81e Ronaldo | Stade Giuseppe-Meazza, Milan Spectateurs : 74 729 Arbitrage : Paolo Silvio Mazzoleni | Stade Giuseppe-Meazza, Milan Spectateurs : 74 729 Arbitrage : Paolo Silvio Mazzoleni |
| Dimanche 11 novembre 2018 20:30 CET | Rapport  |         |                                           | Stade Giuseppe-Meazza, Milan Spectateurs : 74 729 Arbitrage : Paolo Silvio Mazzoleni | Stade Giuseppe-Meazza, Milan Spectateurs : 74 729 Arbitrage : Paolo Silvio Mazzoleni |

| 13e journée                       | Juventus FC                           | 2 - 0   | SPAL |                                                                           |                                                                           |
| Samedi 24 novembre 2018 18:00 CET | (Pjanić ) Ronaldo 29e · Mandžukić 60e | (1 - 0) |      | Allianz Stadium, Turin Spectateurs : 41 052 Arbitrage : Federico La Penna | Allianz Stadium, Turin Spectateurs : 41 052 Arbitrage : Federico La Penna |
| Samedi 24 novembre 2018 18:00 CET | Rapport                               |         |      | Allianz Stadium, Turin Spectateurs : 41 052 Arbitrage : Federico La Penna | Allianz Stadium, Turin Spectateurs : 41 052 Arbitrage : Federico La Penna |

| 14e journée                        | ACF Fiorentina | 0 - 3   | Juventus FC                                                              |                                                                                 |                                                                                 |
| Samedi 1er décembre 2018 18:00 CET |                | (0 - 1) | 31e Bentancur (Dybala ) · 69e Chiellini (Cuadrado ) · 79e (pen.) Ronaldo | Stade Artemio-Franchi, Florence Spectateurs : 40 872 Arbitrage : Daniele Orsato | Stade Artemio-Franchi, Florence Spectateurs : 40 872 Arbitrage : Daniele Orsato |
| Samedi 1er décembre 2018 18:00 CET | Rapport        |         |                                                                          | Stade Artemio-Franchi, Florence Spectateurs : 40 872 Arbitrage : Daniele Orsato | Stade Artemio-Franchi, Florence Spectateurs : 40 872 Arbitrage : Daniele Orsato |

| 15e journée                        | Juventus FC                   | 1 - 0   | Inter Milan |                                                                             |                                                                             |
| Vendredi 7 décembre 2018 20:30 CET | (João Cancelo ) Mandžukić 66e | (0 - 0) |             | Allianz Stadium, Turin Spectateurs : 41 495 Arbitrage : Massimiliano Irrati | Allianz Stadium, Turin Spectateurs : 41 495 Arbitrage : Massimiliano Irrati |
| Vendredi 7 décembre 2018 20:30 CET | Rapport                       |         |             | Allianz Stadium, Turin Spectateurs : 41 495 Arbitrage : Massimiliano Irrati | Allianz Stadium, Turin Spectateurs : 41 495 Arbitrage : Massimiliano Irrati |

| 16e journée                       | Torino FC | 0 - 1   | Juventus FC        |                                                                                   |                                                                                   |
| Samedi 15 décembre 2018 20:30 CET |           | (0 - 0) | 70e (pen.) Ronaldo | Stade Olympique Grande Torino, Turin Spectateurs : 26 588 Arbitrage : Marco Guida | Stade Olympique Grande Torino, Turin Spectateurs : 26 588 Arbitrage : Marco Guida |
| Samedi 15 décembre 2018 20:30 CET | Rapport   |         |                    | Stade Olympique Grande Torino, Turin Spectateurs : 26 588 Arbitrage : Marco Guida | Stade Olympique Grande Torino, Turin Spectateurs : 26 588 Arbitrage : Marco Guida |

| 17e journée                       | Juventus FC                 | 1 - 0   | AS Rome |                                                                      |                                                                      |
| Samedi 22 décembre 2018 20:30 CET | (De Sciglio ) Mandžukić 35e | (1 - 0) |         | Allianz Stadium, Turin Spectateurs : 40 069 Arbitrage : Davide Massa | Allianz Stadium, Turin Spectateurs : 40 069 Arbitrage : Davide Massa |
| Samedi 22 décembre 2018 20:30 CET | Rapport                     |         |         | Allianz Stadium, Turin Spectateurs : 40 069 Arbitrage : Davide Massa | Allianz Stadium, Turin Spectateurs : 40 069 Arbitrage : Davide Massa |

| 18e journée                         | Atalanta Bergame                 | 2 - 2   | Juventus FC                                  |                                                                                    |                                                                                    |
| Mercredi 26 décembre 2018 15:00 CET | Zapata 24e · (Gómez ) Zapata 56e | (1 - 1) | 2e (csc) Djimsiti · 78e Ronaldo (Mandžukić ) | Stade Atleti Azzurri d'Italia, Bergame Spectateurs : 19 787 Arbitrage : Luca Banti | Stade Atleti Azzurri d'Italia, Bergame Spectateurs : 19 787 Arbitrage : Luca Banti |
| Mercredi 26 décembre 2018 15:00 CET | Rapport                          |         |                                              | Stade Atleti Azzurri d'Italia, Bergame Spectateurs : 19 787 Arbitrage : Luca Banti | Stade Atleti Azzurri d'Italia, Bergame Spectateurs : 19 787 Arbitrage : Luca Banti |

| 19e journée                       | Juventus FC                               | 2 - 1   | UC Sampdoria            |                                                                      |                                                                      |
| Samedi 29 décembre 2018 12:30 CET | (Dybala ) Ronaldo 2e · Ronaldo 65e (pen.) | (1 - 1) | 33e (pen.) Quagliarella | Allianz Stadium, Turin Spectateurs : 40 641 Arbitrage : Paolo Valeri | Allianz Stadium, Turin Spectateurs : 40 641 Arbitrage : Paolo Valeri |
| Samedi 29 décembre 2018 12:30 CET | Rapport                                   |         |                         | Allianz Stadium, Turin Spectateurs : 40 641 Arbitrage : Paolo Valeri | Allianz Stadium, Turin Spectateurs : 40 641 Arbitrage : Paolo Valeri |

#### Matchs retour
| 20e journée                      | Juventus FC                                                          | 3 - 0   | Chievo Vérone |                                                                         |                                                                         |
| Samedi 21 janvier 2019 19:00 CET | (Dybala ) Costa 13e · (Dybala ) Can 45e · (Bernardeschi ) Rugani 84e | (2 - 0) |               | Allianz Stadium, Turin Spectateurs : 30 239 Arbitrage : Marco Piccinini | Allianz Stadium, Turin Spectateurs : 30 239 Arbitrage : Marco Piccinini |
| Samedi 21 janvier 2019 19:00 CET | Rapport                                                              |         |               | Allianz Stadium, Turin Spectateurs : 30 239 Arbitrage : Marco Piccinini | Allianz Stadium, Turin Spectateurs : 30 239 Arbitrage : Marco Piccinini |

| 21e journée                        | SS Lazio      | 1 - 2   | Juventus FC                           |                                                                    |                                                                    |
| Dimanche 27 janvier 2019 20:30 CET | Can 59e (csc) | (0 - 0) | 74e João Cancelo · 88e (pen.) Ronaldo | Stade Olympique, Rome Spectateurs : 60 000 Arbitrage : Marco Guida | Stade Olympique, Rome Spectateurs : 60 000 Arbitrage : Marco Guida |
| Dimanche 27 janvier 2019 20:30 CET | Rapport       |         |                                       | Stade Olympique, Rome Spectateurs : 60 000 Arbitrage : Marco Guida | Stade Olympique, Rome Spectateurs : 60 000 Arbitrage : Marco Guida |

| 22e journée                     | Juventus FC                                                               | 3 - 3   | Parme Calcio                                                  |                                                                          |                                                                          |
| Samedi 2 février 2019 20:30 CET | (Matuidi ) Ronaldo 36e · (Ronaldo ) Rugani 62e · (Mandžukić ) Ronaldo 66e | (1 - 0) | 64e Barillà (Kucka ) · 74e Gervinho (Kucka ) · 90+3e Gervinho | Allianz Stadium, Turin Spectateurs : 39 548 Arbitrage : Piero Giacomelli | Allianz Stadium, Turin Spectateurs : 39 548 Arbitrage : Piero Giacomelli |
| Samedi 2 février 2019 20:30 CET | Rapport                                                                   |         |                                                               | Allianz Stadium, Turin Spectateurs : 39 548 Arbitrage : Piero Giacomelli | Allianz Stadium, Turin Spectateurs : 39 548 Arbitrage : Piero Giacomelli |

| 23e journée                        | US Sassuolo | 0 - 3   | Juventus FC                                              |                                                                                 |                                                                                 |
| Dimanche 10 février 2019 18:00 CET |             | (0 - 1) | 23e Khedira · 70e Ronaldo (Pjanić ) · 86e Can (Ronaldo ) | Mapei Stadium, Sassuolo Spectateurs : 20 000 Arbitrage : Paolo Silvio Mazzoleni | Mapei Stadium, Sassuolo Spectateurs : 20 000 Arbitrage : Paolo Silvio Mazzoleni |
| Dimanche 10 février 2019 18:00 CET | Rapport     |         |                                                          | Mapei Stadium, Sassuolo Spectateurs : 20 000 Arbitrage : Paolo Silvio Mazzoleni | Mapei Stadium, Sassuolo Spectateurs : 20 000 Arbitrage : Paolo Silvio Mazzoleni |

| 24e journée                        | Juventus FC                                                              | 3 - 0   | Frosinone Calcio |                                                                      |                                                                      |
| Vendredi 15 février 2019 20:30 CET | (Ronaldo ) Dybala 6e · (Khedira ) Bonucci 17e · (Mandžukić ) Ronaldo 63e | (2 - 0) |                  | Allianz Stadium, Turin Spectateurs : 10 570 Arbitrage : Antonio Giua | Allianz Stadium, Turin Spectateurs : 10 570 Arbitrage : Antonio Giua |
| Vendredi 15 février 2019 20:30 CET | Rapport                                                                  |         |                  | Allianz Stadium, Turin Spectateurs : 10 570 Arbitrage : Antonio Giua | Allianz Stadium, Turin Spectateurs : 10 570 Arbitrage : Antonio Giua |

| 25e journée                        | Bologne FC | 0 - 1   | Juventus FC |                                                                                     |                                                                                     |
| Dimanche 24 février 2019 15:00 CET |            | (0 - 0) | 67e Dybala  | Stade Renato-Dall'Ara, Bologne Spectateurs : 28 934 Arbitrage : Giampaolo Calvarese | Stade Renato-Dall'Ara, Bologne Spectateurs : 28 934 Arbitrage : Giampaolo Calvarese |
| Dimanche 24 février 2019 15:00 CET | Rapport    |         |             | Stade Renato-Dall'Ara, Bologne Spectateurs : 28 934 Arbitrage : Giampaolo Calvarese | Stade Renato-Dall'Ara, Bologne Spectateurs : 28 934 Arbitrage : Giampaolo Calvarese |

| 26e journée                    | SSC Naples                   | 1 - 2   | Juventus FC                          |                                                                          |                                                                          |
| Dimanche 3 mars 2019 20:30 CET | (Insigne ) José Callejón 61e | (0 - 2) | 28e Pjanić · 39e Can (Bernardeschi ) | Stade San Paolo, Naples Spectateurs : 42 667 Arbitrage : Gianluca Rocchi | Stade San Paolo, Naples Spectateurs : 42 667 Arbitrage : Gianluca Rocchi |
| Dimanche 3 mars 2019 20:30 CET | Rapport                      |         |                                      | Stade San Paolo, Naples Spectateurs : 42 667 Arbitrage : Gianluca Rocchi | Stade San Paolo, Naples Spectateurs : 42 667 Arbitrage : Gianluca Rocchi |

| 27e journée                    | Juventus FC                                                                    | 4 - 1   | Udinese Calcio         |                                                                        |                                                                        |
| Vendredi 9 mars 2019 20:30 CET | (Alex Sandro ) Kean 11e · Kean 39e · Can 67e (pen.) · (Bentancur ) Matuidi 71e | (2 - 0) | 84e Lasagna (De Paul ) | Allianz Stadium, Turin Spectateurs : 39 987 Arbitrage : Daniele Chiffi | Allianz Stadium, Turin Spectateurs : 39 987 Arbitrage : Daniele Chiffi |
| Vendredi 9 mars 2019 20:30 CET | Rapport                                                                        |         |                        | Allianz Stadium, Turin Spectateurs : 39 987 Arbitrage : Daniele Chiffi | Allianz Stadium, Turin Spectateurs : 39 987 Arbitrage : Daniele Chiffi |

| 28e journée                     | Genoa CFC                                    | 2 - 0   | Juventus FC |                                                                             |                                                                             |
| Dimanche 17 mars 2019 12:30 CET | (Pandev ) Sturaro 72e · (Kouamé ) Pandev 81e | (0 - 0) |             | Stade Luigi-Ferraris, Gênes Spectateurs : 30 695 Arbitrage : Marco Di Bello | Stade Luigi-Ferraris, Gênes Spectateurs : 30 695 Arbitrage : Marco Di Bello |
| Dimanche 17 mars 2019 12:30 CET | Rapport                                      |         |             | Stade Luigi-Ferraris, Gênes Spectateurs : 30 695 Arbitrage : Marco Di Bello | Stade Luigi-Ferraris, Gênes Spectateurs : 30 695 Arbitrage : Marco Di Bello |

| 29e journée                      | Juventus FC           | 1 - 0   | Empoli FC |                                                                           |                                                                           |
| Dimanche 31 mars 2019 18:00 CEST | (Mandžukić ) Kean 72e | (0 - 0) |           | Allianz Stadium, Turin Spectateurs : 39 290 Arbitrage : Federico La Penna | Allianz Stadium, Turin Spectateurs : 39 290 Arbitrage : Federico La Penna |
| Dimanche 31 mars 2019 18:00 CEST | Rapport               |         |           | Allianz Stadium, Turin Spectateurs : 39 290 Arbitrage : Federico La Penna | Allianz Stadium, Turin Spectateurs : 39 290 Arbitrage : Federico La Penna |

| 30e journée                      | Cagliari Calcio | 0 - 2   | Juventus FC                                         |                                                                            |                                                                            |
| Mercredi 3 avril 2019 21:00 CEST |                 | (0 - 1) | 22e Bonucci (Bernardeschi ) · 85e Kean (Bentancur ) | Sardegna Arena, Cagliari Spectateurs : 15 985 Arbitrage : Piero Giacomelli | Sardegna Arena, Cagliari Spectateurs : 15 985 Arbitrage : Piero Giacomelli |
| Mercredi 3 avril 2019 21:00 CEST | Rapport         |         |                                                     | Sardegna Arena, Cagliari Spectateurs : 15 985 Arbitrage : Piero Giacomelli | Sardegna Arena, Cagliari Spectateurs : 15 985 Arbitrage : Piero Giacomelli |

| 31e journée                      | Juventus FC                            | 2 - 1   | AC Milan               |                                                                        |                                                                        |
| Dimanche 7 avril 2019 18:00 CEST | Dybala 60e (pen.) · (Pjanić ) Kean 84e | (0 - 1) | 39e Piątek (Bakayoko ) | Allianz Stadium, Turin Spectateurs : 40 057 Arbitrage : Michael Fabbri | Allianz Stadium, Turin Spectateurs : 40 057 Arbitrage : Michael Fabbri |
| Dimanche 7 avril 2019 18:00 CEST | Rapport                                |         |                        | Allianz Stadium, Turin Spectateurs : 40 057 Arbitrage : Michael Fabbri | Allianz Stadium, Turin Spectateurs : 40 057 Arbitrage : Michael Fabbri |

| 32e journée                       | SPAL                                         | 2 - 1   | Juventus FC         |                                                                            |                                                                            |
| Dimanche 14 avril 2019 15:00 CEST | (Schiattarella ) Bonifazi 49e · Floccari 74e | (0 - 1) | 30e Kean (Cancelo ) | Stade Paolo-Mazza, Ferrare Spectateurs : 16 000 Arbitrage : Daniele Doveri | Stade Paolo-Mazza, Ferrare Spectateurs : 16 000 Arbitrage : Daniele Doveri |
| Dimanche 14 avril 2019 15:00 CEST | Rapport                                      |         |                     | Stade Paolo-Mazza, Ferrare Spectateurs : 16 000 Arbitrage : Daniele Doveri | Stade Paolo-Mazza, Ferrare Spectateurs : 16 000 Arbitrage : Daniele Doveri |

| 33e journée                     | Juventus FC                                    | 2 - 1   | ACF Fiorentina |                                                                         |                                                                         |
| Samedi 20 avril 2019 18:00 CEST | (Pjanić ) Alex Sandro 37e · Pezzella 53e (csc) | (1 - 1) | 6e Milenković  | Allianz Stadium, Turin Spectateurs : 40 339 Arbitrage : Fabrizio Pasqua | Allianz Stadium, Turin Spectateurs : 40 339 Arbitrage : Fabrizio Pasqua |
| Samedi 20 avril 2019 18:00 CEST | Rapport                                        |         |                | Allianz Stadium, Turin Spectateurs : 40 339 Arbitrage : Fabrizio Pasqua | Allianz Stadium, Turin Spectateurs : 40 339 Arbitrage : Fabrizio Pasqua |

| 34e journée                     | Inter Milan               | 1 - 1   | Juventus FC           |                                                                          |                                                                          |
| Samedi 27 avril 2019 20:30 CEST | (Politano ) Nainggolan 7e | (1 - 0) | 62e Ronaldo (Pjanić ) | Stade Giuseppe-Meazza, Milan Spectateurs : 73 855 Arbitrage : Luca Banti | Stade Giuseppe-Meazza, Milan Spectateurs : 73 855 Arbitrage : Luca Banti |
| Samedi 27 avril 2019 20:30 CEST | Rapport                   |         |                       | Stade Giuseppe-Meazza, Milan Spectateurs : 73 855 Arbitrage : Luca Banti | Stade Giuseppe-Meazza, Milan Spectateurs : 73 855 Arbitrage : Luca Banti |

| 35e journée                    | Juventus FC               | 1 - 1   | Torino FC |                                                                        |                                                                        |
| Dimanche 5 mai 2019 15:00 CEST | (Spinazzola ) Ronaldo 84e | (0 - 1) | 18e Lukić | Allianz Stadium, Turin Spectateurs : 38 530 Arbitrage : Daniele Orsato | Allianz Stadium, Turin Spectateurs : 38 530 Arbitrage : Daniele Orsato |
| Dimanche 5 mai 2019 15:00 CEST | Rapport                   |         |           | Allianz Stadium, Turin Spectateurs : 38 530 Arbitrage : Daniele Orsato | Allianz Stadium, Turin Spectateurs : 38 530 Arbitrage : Daniele Orsato |

| 36e journée                     | AS Rome                                      | 2 - 0   | Juventus FC |                                                                     |                                                                     |
| Dimanche 12 mai 2019 20:30 CEST | (Džeko ) Florenzi 79e · (Ünder ) Džeko 90+2e | (0 - 0) |             | Stade Olympique, Rome Spectateurs : 50 825 Arbitrage : Davide Massa | Stade Olympique, Rome Spectateurs : 50 825 Arbitrage : Davide Massa |
| Dimanche 12 mai 2019 20:30 CEST | Rapport                                      |         |             | Stade Olympique, Rome Spectateurs : 50 825 Arbitrage : Davide Massa | Stade Olympique, Rome Spectateurs : 50 825 Arbitrage : Davide Massa |

| 37e journée                     | Juventus FC               | 1 - 1   | Atalanta Bergame       |                                                                         |                                                                         |
| Dimanche 19 mai 2019 20:30 CEST | (Cuadrado ) Mandžukić 80e | (0 - 1) | 33e Iličić (Masiello ) | Allianz Stadium, Turin Spectateurs : 39 531 Arbitrage : Gianluca Rocchi | Allianz Stadium, Turin Spectateurs : 39 531 Arbitrage : Gianluca Rocchi |
| Dimanche 19 mai 2019 20:30 CEST | Rapport                   |         |                        | Allianz Stadium, Turin Spectateurs : 39 531 Arbitrage : Gianluca Rocchi | Allianz Stadium, Turin Spectateurs : 39 531 Arbitrage : Gianluca Rocchi |

| 38e journée                     | UC Sampdoria                             | 2 - 0   | Juventus FC |                                                                          |                                                                          |
| Dimanche 26 mai 2019 18:00 CEST | (Gabbiadini ) Defrel 84e · Caprari 90+1e | (0 - 0) |             | Stade Luigi-Ferraris, Gênes Spectateurs : 22 856 Arbitrage : Luigi Nasca | Stade Luigi-Ferraris, Gênes Spectateurs : 22 856 Arbitrage : Luigi Nasca |
| Dimanche 26 mai 2019 18:00 CEST | Rapport                                  |         |             | Stade Luigi-Ferraris, Gênes Spectateurs : 22 856 Arbitrage : Luigi Nasca | Stade Luigi-Ferraris, Gênes Spectateurs : 22 856 Arbitrage : Luigi Nasca |

### Coupe d'Italie

#### Phase finale

##### Huitièmes de finale
| Match aller simple               | Bologne FC | 0 - 2   | Juventus FC                |                                                                                   |                                                                                   |
| Samedi 12 janvier 2019 20:45 CET |            | (0 - 1) | 9e Bernardeschi · 49e Kean | Stade Renato-Dall'Ara, Bologne Spectateurs : 15 469 Arbitrage : Federico La Penna | Stade Renato-Dall'Ara, Bologne Spectateurs : 15 469 Arbitrage : Federico La Penna |
| Samedi 12 janvier 2019 20:45 CET | Rapport    |         |                            | Stade Renato-Dall'Ara, Bologne Spectateurs : 15 469 Arbitrage : Federico La Penna | Stade Renato-Dall'Ara, Bologne Spectateurs : 15 469 Arbitrage : Federico La Penna |

##### Quarts de finale
| Match aller simple                 | Atalanta Bergame                                  | 3 - 0   | Juventus FC |                                                                                         |                                                                                         |
| Mercredi 30 janvier 2019 20:45 CET | Castagne 37e · (Pašalić ) Zapata 39e · Zapata 86e | (2 - 0) |             | Stade Atleti Azzurri d'Italia, Bergame Spectateurs : 18 438 Arbitrage : Fabrizio Pasqua | Stade Atleti Azzurri d'Italia, Bergame Spectateurs : 18 438 Arbitrage : Fabrizio Pasqua |
| Mercredi 30 janvier 2019 20:45 CET | Rapport                                           |         |             | Stade Atleti Azzurri d'Italia, Bergame Spectateurs : 18 438 Arbitrage : Fabrizio Pasqua | Stade Atleti Azzurri d'Italia, Bergame Spectateurs : 18 438 Arbitrage : Fabrizio Pasqua |

### Ligue des Champions

#### Phase de groupes

##### Matchs aller
| 1re journée                           | Valence CF | 0 - 2   | Juventus FC                  |                                                                         |                                                                         |
| Mercredi 19 septembre 2018 21:00 CEST |            | (0 - 1) | 45e (pen.) 51e (pen.) Pjanić | Stade de Mestalla, Valence Spectateurs : 46 067 Arbitrage : Felix Brych | Stade de Mestalla, Valence Spectateurs : 46 067 Arbitrage : Felix Brych |
| Mercredi 19 septembre 2018 21:00 CEST | Rapport    |         |                              | Stade de Mestalla, Valence Spectateurs : 46 067 Arbitrage : Felix Brych | Stade de Mestalla, Valence Spectateurs : 46 067 Arbitrage : Felix Brych |

| 2e journée                      | Juventus FC                                                | 3 - 0   | BSC Young Boys |                                                                        |                                                                        |
| Mardi 2 octobre 2018 18:55 CEST | (Bonucci ) Dybala 5e · Dybala 33e · (Cuadrado ) Dybala 69e | (2 - 0) |                | Allianz Stadium, Turin Spectateurs : 40 961 Arbitrage : Sergei Karasev | Allianz Stadium, Turin Spectateurs : 40 961 Arbitrage : Sergei Karasev |
| Mardi 2 octobre 2018 18:55 CEST | Rapport                                                    |         |                | Allianz Stadium, Turin Spectateurs : 40 961 Arbitrage : Sergei Karasev | Allianz Stadium, Turin Spectateurs : 40 961 Arbitrage : Sergei Karasev |

| 3e journée                       | Manchester United | 0 - 1   | Juventus FC            |                                                                         |                                                                         |
| Mardi 23 octobre 2018 21:00 CEST |                   | (0 - 1) | 17e Dybala (Cuadrado ) | Old Trafford, Manchester Spectateurs : 73 946 Arbitrage : Milorad Mažić | Old Trafford, Manchester Spectateurs : 73 946 Arbitrage : Milorad Mažić |
| Mardi 23 octobre 2018 21:00 CEST | Rapport           |         |                        | Old Trafford, Manchester Spectateurs : 73 946 Arbitrage : Milorad Mažić | Old Trafford, Manchester Spectateurs : 73 946 Arbitrage : Milorad Mažić |

##### Matchs retour
| 4e journée                         | Juventus FC            | 1 - 2   | Manchester United            |                                                                        |                                                                        |
| Mercredi 7 novembre 2018 21:00 CET | (Bonucci ) Ronaldo 65e | (0 - 0) | 86e Mata · 90e (csc) Bonucci | Allianz Stadium, Turin Spectateurs : 41 470 Arbitrage : Ovidiu Hațegan | Allianz Stadium, Turin Spectateurs : 41 470 Arbitrage : Ovidiu Hațegan |
| Mercredi 7 novembre 2018 21:00 CET | Rapport                |         |                              | Allianz Stadium, Turin Spectateurs : 41 470 Arbitrage : Ovidiu Hațegan | Allianz Stadium, Turin Spectateurs : 41 470 Arbitrage : Ovidiu Hațegan |

| 5e journée                       | Juventus FC              | 1 - 0   | Valence CF |                                                                        |                                                                        |
| Mardi 27 novembre 2018 21:00 CET | (Ronaldo ) Mandžukić 59e | (0 - 0) |            | Allianz Stadium, Turin Spectateurs : 39 070 Arbitrage : William Collum | Allianz Stadium, Turin Spectateurs : 39 070 Arbitrage : William Collum |
| Mardi 27 novembre 2018 21:00 CET | Rapport                  |         |            | Allianz Stadium, Turin Spectateurs : 39 070 Arbitrage : William Collum | Allianz Stadium, Turin Spectateurs : 39 070 Arbitrage : William Collum |

| 6e journée                          | BSC Young Boys                             | 2 - 1   | Juventus FC           |                                                                        |                                                                        |
| Mercredi 12 décembre 2018 21:00 CET | Hoarau 30e (pen.) · (Ngamaleu ) Hoarau 68e | (1 - 0) | 80e Dybala (Ronaldo ) | Stade de Suisse, Berne Spectateurs : 30 114 Arbitrage : Tobias Stieler | Stade de Suisse, Berne Spectateurs : 30 114 Arbitrage : Tobias Stieler |
| Mercredi 12 décembre 2018 21:00 CET | Rapport                                    |         |                       | Stade de Suisse, Berne Spectateurs : 30 114 Arbitrage : Tobias Stieler | Stade de Suisse, Berne Spectateurs : 30 114 Arbitrage : Tobias Stieler |

#### Phase finale

##### Huitièmes de finale
| Match aller                        | Atlético de Madrid                            | 2 - 0   | Juventus FC     |                                                                           |                                                                           |
| Mercredi 20 février 2019 21:00 CET | Giménez 78e · Godín 83e                       | (0 - 0) |                 | Wanda Metropolitano, Madrid Spectateurs : 67 193 Arbitrage : Felix Zwayer | Wanda Metropolitano, Madrid Spectateurs : 67 193 Arbitrage : Felix Zwayer |
| Mercredi 20 février 2019 21:00 CET | Diego Costa 8e · Partey 45+3e · Griezmann 89e | Rapport | 55e Alex Sandro | Wanda Metropolitano, Madrid Spectateurs : 67 193 Arbitrage : Felix Zwayer | Wanda Metropolitano, Madrid Spectateurs : 67 193 Arbitrage : Felix Zwayer |

| Match retour                 | Juventus FC                                                               | 3 - 0   | Atlético de Madrid                        |                                                                       |                                                                       |
| Mardi 12 mars 2019 21:00 CET | (Bernardeschi ) Ronaldo 27e · (Cancelo ) Ronaldo 49e · Ronaldo 86e (pen.) | (1 - 0) |                                           | Allianz Stadium, Turin Spectateurs : 40 884 Arbitrage : Björn Kuipers | Allianz Stadium, Turin Spectateurs : 40 884 Arbitrage : Björn Kuipers |
| Mardi 12 mars 2019 21:00 CET | Bernardeschi 64e                                                          | Rapport | 73e Juanfran · 86e Giménez · 90+1e Vitolo | Allianz Stadium, Turin Spectateurs : 40 884 Arbitrage : Björn Kuipers | Allianz Stadium, Turin Spectateurs : 40 884 Arbitrage : Björn Kuipers |

##### Quarts de finale
| Match aller                       | Ajax Amsterdam                                                | 1 - 1   | Juventus FC            |                                                                                 |                                                                                 |
| Mercredi 10 avril 2019 21:00 CEST | David Neres 46e                                               | (0 - 1) | 45e Ronaldo (Cancelo ) | Johan Cruyff ArenA, Amsterdam Spectateurs : 50 390 Arbitrage : Carlos Del Cerro | Johan Cruyff ArenA, Amsterdam Spectateurs : 50 390 Arbitrage : Carlos Del Cerro |
| Mercredi 10 avril 2019 21:00 CEST | Tagliafico 41e · de Jong 55e · Schöne 71e · Ekkelenkamp 90+4e | Rapport | 83e Pjanić             | Johan Cruyff ArenA, Amsterdam Spectateurs : 50 390 Arbitrage : Carlos Del Cerro | Johan Cruyff ArenA, Amsterdam Spectateurs : 50 390 Arbitrage : Carlos Del Cerro |

| Match retour                   | Juventus FC             | 1 - 2   | Ajax Amsterdam                                    |                                                                        |                                                                        |
| Mardi 16 avril 2019 21:00 CEST | (Pjanić ) Ronaldo 28e   | (1 - 1) | 37e van de Beek (Ziyech ) · 67e de Ligt (Schöne ) | Allianz Stadium, Turin Spectateurs : 41 445 Arbitrage : Clément Turpin | Allianz Stadium, Turin Spectateurs : 41 445 Arbitrage : Clément Turpin |
| Mardi 16 avril 2019 21:00 CEST | Can 69e · Ronaldo 90+3e | Rapport |                                                   | Allianz Stadium, Turin Spectateurs : 41 445 Arbitrage : Clément Turpin | Allianz Stadium, Turin Spectateurs : 41 445 Arbitrage : Clément Turpin |

### Supercoupe d'Italie
| Match aller simple                 | Juventus FC                                 | 1 - 0   | AC Milan                                                                                      |                                                                         |                                                                         |
| Mercredi 16 janvier 2019 18:30 CET | (Pjanić ) Ronaldo 61e                       | (0 - 0) |                                                                                               | Stade Roi-Abdallah, Djeddah Spectateurs : 61 235 Arbitrage : Luca Banti | Stade Roi-Abdallah, Djeddah Spectateurs : 61 235 Arbitrage : Luca Banti |
| Mercredi 16 janvier 2019 18:30 CET | Alex Sandro 26e · Pjanić 44e · Dybala 90+4e | Rapport | 21e Çalhanoğlu · 45+2e Castillejo · 74e Romagnoli · 74e Kessié · 82e Calabria · 87e Rodríguez | Stade Roi-Abdallah, Djeddah Spectateurs : 61 235 Arbitrage : Luca Banti | Stade Roi-Abdallah, Djeddah Spectateurs : 61 235 Arbitrage : Luca Banti |

## Statistiques

### Statistiques individuelles
| : Le ou les joueur(s) ayant joué le plus de matchs. : Le ou les joueur(s) ayant marqué le plus de buts. : Le ou les joueur(s) ayant fait le plus de passes décisives. |

|       | But inscrit | Passe décisive | Averti | Carton rouge |    | But inscrit | Passe décisive | Averti | Carton rouge |   | But inscrit | Passe décisive | Averti | Carton rouge |    | But inscrit | Passe décisive | Averti | Carton rouge |   | But inscrit | Passe décisive | Averti | Carton rouge |    |     |   |
| 1     |             | Szczęsny       | 28     | -            | -  | -           | -              | 2      | -            | - | -           | -              | 10     | -            | -  | 1           | -              | 1      | -            | - | -           | -              | 41     | -            | -  | 1   | - |
| 2     |             | De Sciglio     | 22     | -            | 1  | 2           | -              | 2      | -            | - | 1           | -              | 4      | -            | -  | -           | -              | -      | -            | - | -           | -              | 28     | -            | 1  | 3   | - |
| 3     |             | Chiellini      | 25     | 1            | 1  | 3           | -              | 2      | -            | - | -           | -              | 6      | -            | -  | 1           | -              | 1      | -            | - | -           | -              | 34     | 1            | 1  | 4   | - |
| 4     |             | Benatia        | 5      | -            | -  | 2           | -              | -      | -            | - | -           | -              | 1      | -            | -  | -           | -              | -      | -            | - | -           | -              | 6      | -            | -  | 2   | - |
| 4     |             | Cáceres        | 9      | -            | -  | 1           | -              | -      | -            | - | -           | -              | -      | -            | -  | -           | -              | -      | -            | - | -           | -              | 9      | -            | -  | 1   | - |
| 5     |             | Pjanić         | 31     | 2            | 6  | 7           | 1              | 2      | -            | - | 1           | -              | 10     | 2            | 1  | 1           | -              | 1      | -            | 1 | 1           | -              | 44     | 4            | 8  | 10  | 1 |
| 6     |             | Khedira        | 10     | 2            | 1  | -           | -              | 2      | -            | - | -           | -              | 4      | -            | -  | -           | -              | 1      | -            | - | -           | -              | 17     | 2            | 1  | -   | - |
| 7     |             | Ronaldo        | 31     | 21           | 8  | 3           | -              | 2      | 0            | - | -           | -              | 9      | 6            | 2  | 1           | 1              | 1      | 1            | - | -           | -              | 43     | 28           | 10 | 4   | 1 |
| 10    |             | Dybala         | 30     | 5            | 4  | 2           | -              | 2      | -            | - | -           | -              | 9      | 5            | -  | 1           | -              | 1      | -            | - | 1           | -              | 42     | 10           | 4  | 4   | - |
| 11    |             | Douglas Costa  | 17     | 1            | -  | 2           | 1              | 2      | -            | - | -           | -              | 5      | -            | -  | -           | -              | 1      | -            | - | -           | -              | 25     | 1            | -  | 2   | 1 |
| 12    |             | Alex Sandro    | 31     | 1            | 3  | 7           | -              | 2      | -            | - | -           | -              | 9      | -            | -  | 3           | -              | 1      | -            | - | 1           | -              | 43     | 1            | 3  | 11  | - |
| 14    |             | Matuidi        | 31     | 3            | 2  | 5           | -              | 1      | -            | - | 1           | -              | 9      | -            | -  | 2           | -              | 1      | -            | - | -           | -              | 42     | 3            | 2  | 8   | - |
| 15    |             | Barzagli       | 7      | -            | -  | -           | -              | -      | -            | - | -           | -              | 3      | -            | -  | -           | -              | -      | -            | - | -           | -              | 10     | -            | -  | -   | - |
| 16    |             | Cuadrado       | 18     | 1            | 2  | 4           | -              | -      | -            | - | -           | -              | 5      | -            | 2  | 1           | -              | -      | -            | - | -           | -              | 23     | 1            | 4  | 5   | - |
| 17    |             | Mandžukić      | 25     | 9            | 6  | 4           | -              | -      | -            | - | -           | -              | 8      | 1            | -  | -           | -              | -      | -            | - | -           | -              | 33     | 10           | 6  | 4   | - |
| 18    |             | Kean           | 13     | 6            | -  | 2           | -              | 1      | 1            | - | -           | -              | 3      | -            | -  | -           | -              | -      | -            | - | -           | -              | 17     | 7            | -  | 2   | - |
| 19    |             | Bonucci        | 29     | 3            | -  | 2           | -              | 1      | -            | - | -           | -              | 10     | -            | 2  | -           | -              | 1      | -            | - | -           | -              | 41     | 3            | 2  | 2   | - |
| 20    |             | Cancelo        | 25     | 1            | 3  | 6           | -              | 1      | -            | - | -           | -              | 7      | -            | 2  | -           | -              | 1      | -            | - | -           | -              | 34     | 1            | 5  | 6   | - |
| 21    |             | Pinsoglio      | 1      | -            | -  | -           | -              | -      | -            | - | -           | -              | -      | -            | -  | -           | -              | -      | -            | - | -           | -              | 1      | -            | -  | -   | - |
| 22    |             | Perin          | 9      | -            | -  | 1           | -              | -      | -            | - | -           | -              | -      | -            | -  | -           | -              | -      | -            | - | -           | -              | 9      | -            | -  | 1   | - |
| 23    |             | Can            | 29     | 4            | 1  | 7           | -              | 1      | -            | - | 1           | -              | 6      | -            | -  | 1           | -              | 1      | -            | - | -           | -              | 37     | 4            | 1  | 9   | - |
| 24    |             | Rugani         | 15     | 2            | -  | 3           | -              | 1      | -            | - | -           | -              | 3      | -            | -  | 1           | -              | -      | -            | - | -           | -              | 19     | 2            | -  | 4   | - |
| 30    |             | Bentancur      | 30     | 2            | 3  | 9           | 1              | 1      | -            | - | -           | -              | 7      | -            | -  | 1           | -              | 1      | -            | - | -           | -              | 39     | 2            | 3  | 10  | 1 |
| 33    |             | Bernardeschi   | 28     | 2            | 3  | 5           | 1              | 2      | 1            | - | 1           | -              | 8      | -            | 1  | 2           | -              | 1      | -            | - | -           | -              | 39     | 3            | 4  | 8   | 1 |
| 34    |             | Portanova      | 1      | -            | -  | 1           | -              | -      | -            | - | -           | -              | -      | -            | -  | -           | -              | -      | -            | - | -           | -              | 1      | -            | -  | 1   | - |
| 35    |             | Pereira        | 3      | -            | -  | -           | -              | -      | -            | - | -           | -              | -      | -            | -  | -           | -              | -      | -            | - | -           | -              | 3      | -            | -  | -   | - |
| 37    |             | Spinazzola     | 9      | -            | 1  | -           | -              | 1      | -            | - | -           | -              | 1      | -            | -  | -           | -              | -      | -            | - | -           | -              | 11     | -            | 1  | -   | - |
| 39    |             | Kástanos       | 1      | -            | -  | -           | -              | -      | -            | - | -           | -              | -      | -            | -  | -           | -              | -      | -            | - | -           | -              | 1      | -            | -  | -   | - |
| 40    |             | Mavididi       | 1      | -            | -  | -           | -              | -      | -            | - | -           | -              | -      | -            | -  | -           | -              | -      | -            | - | -           | -              | 1      | -            | -  | -   | - |
| 41    |             | Nicolussi      | 3      | -            | -  | -           | -              | -      | -            | - | -           | -              | -      | -            | -  | -           | -              | -      | -            | - | -           | -              | 3      | -            | -  | -   | - |
| 43    |             | Gozzi          | 1      | -            | -  | -           | -              | -      | -            | - | -           | -              | -      | -            | -  | -           | -              | -      | -            | - | -           | -              | 1      | -            | -  | -   | - |
| Total | Total       | Total          | / 38   | 66           | 45 | 78          | 4              | / 2    | 2            | 0 | 5           | 0              | / 10   | 14           | 10 | 16          | 1              | / 1    | 1            | 1 | 3           | 0              | / 51   | 87*          | 56 | 102 | 5 |

### Statistiques des buteurs
| Rang | Nationalité | Joueur        | Championnat | Coupe d'Italie | Ligue des champions | Supercoupe d'Italie | Total |
| ---- | ----------- | ------------- | ----------- | -------------- | ------------------- | ------------------- | ----- |
| 1    |             | Ronaldo       | 21          | -              | 6                   | 1                   | 28    |
| 2    |             | Dybala        | 5           | -              | 5                   | -                   | 10    |
| 2    |             | Mandžukić     | 9           | -              | 1                   | -                   | 10    |
| 4    |             | Kean          | 6           | 1              | -                   | -                   | 7     |
| 5    |             | Can           | 4           | -              | -                   | -                   | 4     |
| 5    |             | Pjanić        | 2           | -              | 2                   | -                   | 4     |
| 7    |             | Bernardeschi  | 2           | 1              | -                   | -                   | 3     |
| 7    |             | Bonucci       | 3           | -              | -                   | -                   | 3     |
| 7    |             | Matuidi       | 3           | -              | -                   | -                   | 3     |
| 10   |             | Bentancur     | 2           | -              | -                   | -                   | 2     |
| 10   |             | Khedira       | 2           | -              | -                   | -                   | 2     |
| 10   |             | Rugani        | 2           | -              | -                   | -                   | 2     |
| 13   |             | Alex Sandro   | 1           | -              | -                   | -                   | 1     |
| 13   |             | Cancelo       | 1           | -              | -                   | -                   | 1     |
| 13   |             | Chiellini     | 1           | -              | -                   | -                   | 1     |
| 13   |             | Cuadrado      | 1           | -              | -                   | -                   | 1     |
| 13   |             | Douglas Costa | 1           | -              | -                   | -                   | 1     |

### Statistiques des passeurs
| Rang | Nationalité | Joueur       | Championnat | Coupe d'Italie | Ligue des champions | Supercoupe d'Italie | Total |
| ---- | ----------- | ------------ | ----------- | -------------- | ------------------- | ------------------- | ----- |
| 1    |             | Ronaldo      | 8           | -              | 2                   | -                   | 10    |
| 2    |             | Pjanić       | 6           | -              | 1                   | 1                   | 8     |
| 3    |             | Mandžukić    | 6           | -              | -                   | -                   | 6     |
| 4    |             | Cancelo      | 3           | -              | 2                   | -                   | 5     |
| 5    |             | Bernardeschi | 3           | -              | 1                   | -                   | 4     |
| 5    |             | Cuadrado     | 2           | -              | 2                   | -                   | 4     |
| 5    |             | Dybala       | 4           | -              | -                   | -                   | 4     |
| 8    |             | Alex Sandro  | 3           | -              | -                   | -                   | 3     |
| 8    |             | Bentancur    | 3           | -              | -                   | -                   | 3     |
| 10   |             | Bonucci      | -           | -              | 2                   | -                   | 2     |
| 10   |             | Matuidi      | 2           | -              | -                   | -                   | 2     |
| 12   |             | Can          | 1           | -              | -                   | -                   | 1     |
| 12   |             | Chiellini    | 1           | -              | -                   | -                   | 1     |
| 12   |             | De Sciglio   | 1           | -              | -                   | -                   | 1     |
| 12   |             | Khedira      | 1           | -              | -                   | -                   | 1     |
| 12   |             | Spinazzola   | 1           | -              | -                   | -                   | 1     |

### Statistiques des gardiens
| Rang | Nationalité | Joueur    | Matchs | Clean sheet* | Buts encaissés |
| ---- | ----------- | --------- | ------ | ------------ | -------------- |
| 1    |             | Szczęsny  | 41     | 18           | 32             |
| 2    |             | Perin     | 9      | 5            | 8              |
| 3    |             | Pinsoglio | 1      | -            | 2              |

## Cartons

### Cartons jaunes
| Numéro | Nationalité | Joueur        | Championnat | Coupe d'Italie | Ligue des champions | Supercoupe d'Italie | Total |
| ------ | ----------- | ------------- | ----------- | -------------- | ------------------- | ------------------- | ----- |
| 1      |             | Szczęsny      | -           | -              | 1                   | -                   | 1     |
| 2      |             | De Sciglio    | 2           | 1              | -                   | -                   | 3     |
| 3      |             | Chiellini     | 3           | -              | -                   | -                   | 3     |
| 4      |             | Benatia       | 2           | -              | -                   | -                   | 2     |
| 4      |             | Cáceres       | 1           | -              | -                   | -                   | 1     |
| 5      |             | Pjanić        | 7           | 1              | 1                   | 1                   | 10    |
| 7      |             | Ronaldo       | 3           | -              | 1                   | -                   | 4     |
| 10     |             | Dybala        | 2           | -              | 1                   | 1                   | 4     |
| 11     |             | Douglas Costa | 2           | -              | -                   | -                   | 2     |
| 12     |             | Alex Sandro   | 7           | -              | 3                   | 1                   | 11    |
| 14     |             | Matuidi       | 5           | 1              | 2                   | -                   | 8     |
| 16     |             | Cuadrado      | 4           | -              | 1                   | -                   | 5     |
| 17     |             | Mandžukić     | 4           | -              | -                   | -                   | 4     |
| 18     |             | Kean          | 2           | -              | -                   | -                   | 2     |
| 19     |             | Bonucci       | 2           | -              | -                   | -                   | 2     |
| 20     |             | Cancelo       | 6           | -              | -                   | -                   | 6     |
| 22     |             | Perin         | 1           | -              | -                   | -                   | 1     |
| 23     |             | Can           | 7           | 1              | 1                   | -                   | 9     |
| 24     |             | Rugani        | 3           | -              | 1                   | -                   | 4     |
| 30     |             | Bentancur     | 9           | -              | 1                   | -                   | 10    |
| 33     |             | Bernardeschi  | 5           | 1              | 2                   | -                   | 8     |
| 34     |             | Portanova     | 1           | -              | -                   | -                   | 1     |

### Cartons rouges
| Numéro | Nationalité | Joueur        | Championnat | Coupe d'Italie | Ligue des champions | Supercoupe d'Italie | Total |
| ------ | ----------- | ------------- | ----------- | -------------- | ------------------- | ------------------- | ----- |
| 5      |             | Pjanić        | 1           | -              | -                   | -                   | 1     |
| 7      |             | Ronaldo       | -           | -              | 1                   | -                   | 1     |
| 11     |             | Douglas Costa | 1           | -              | -                   | -                   | 1     |
| 30     |             | Bentancur     | 1           | -              | -                   | -                   | 1     |
| 33     |             | Bernardeschi  | 1           | -              | -                   | -                   | 1     |

## Penaltys
| Numéro | Nationalité | Joueur  | Date              | Compétition         | Journée               | Adversaire         | Temps | Résultat |
| ------ | ----------- | ------- | ----------------- | ------------------- | --------------------- | ------------------ | ----- | -------- |
| 5      |             | Pjanić  | 19 septembre 2018 | Ligue des champions | 1re journée           | Valence CF         | 45e   | Réussi   |
| 5      |             | Pjanić  | 19 septembre 2018 | Ligue des champions | 1re journée           | Valence CF         | 51e   | Réussi   |
| 7      |             | Ronaldo | 27 octobre 2018   | Serie A             | 10e journée           | Empoli FC          | 54e   | Réussi   |
| 7      |             | Ronaldo | 1er décembre 2018 | Serie A             | 14e journée           | ACF Fiorentina     | 79e   | Réussi   |
| 7      |             | Ronaldo | 15 décembre 2018  | Serie A             | 16e journée           | Torino FC          | 70e   | Réussi   |
| 7      |             | Ronaldo | 29 décembre 2018  | Serie A             | 19e journée           | UC Sampdoria       | 65e   | Réussi   |
| 7      |             | Ronaldo | 21 janvier 2019   | Serie A             | 20e journée           | Chievo Vérone      | 53e   | Manqué   |
| 7      |             | Ronaldo | 27 janvier 2019   | Serie A             | 21e journée           | SS Lazio           | 88e   | Réussi   |
| 23     |             | Can     | 9 mars 2019       | Serie A             | 27e journée           | Udinese Calcio     | 67e   | Réussi   |
| 7      |             | Ronaldo | 13 mars 2019      | Ligue des champions | 8e de finale (retour) | Atlético de Madrid | 86e   | Réussi   |
| 10     |             | Dybala  | 6 avril 2019      | Serie A             | 31e journée           | AC Milan           | 60e   | Réussi   |

## Affluence à domicile
| : Matchs en Serie A : Matchs en ligue des champions |

| Classement | Adversaire         | Affluence | Référence | Affluence moyenne |
| ---------- | ------------------ | --------- | --------- | ----------------- |
| 1          | Inter Milan        | 41 495    | [ 21 ]    | 39 560            |
| 2          | Manchester United  | 41 470    | [ 22 ]    | 39 560            |
| 3          | Ajax Amsterdam     | 41 445    | [ 23 ]    | 39 560            |
| 4          | SPAL               | 41 052    | [ 21 ]    | 39 560            |
| 5          | BSC Young Boys     | 40 961    | [ 24 ]    | 39 560            |
| 6          | Atlético de Madrid | 40 884    | [ 25 ]    | 39 560            |
| 7          | Cagliari Calcio    | 40 644    | [ 21 ]    | 39 560            |
| 8          | UC Sampdoria       | 40 641    | [ 21 ]    | 39 560            |
| 9          | US Sassuolo        | 40 563    | [ 21 ]    | 39 560            |
| 10         | ACF Fiorentina     | 40 339    | [ 21 ]    | 39 560            |
| 11         | SS Lazio           | 40 173    | [ 21 ]    | 39 560            |
| 12         | AS Rome            | 40 069    | [ 21 ]    | 39 560            |
| 13         | AC Milan           | 40 057    | [ 21 ]    | 39 560            |
| 14         | Udinese Calcio     | 39 987    | [ 21 ]    | 39 560            |
| 15         | Parme Calcio       | 39 548    | [ 21 ]    | 39 560            |
| 16         | Atalanta Bergame   | 39 531    | [ 21 ]    | 39 560            |
| 17         | Empoli FC          | 39 290    | [ 21 ]    | 39 560            |
| 18         | SSC Naples         | 39 252    | [ 21 ]    | 39 560            |
| 19         | Bologne FC         | 39 194    | [ 21 ]    | 39 560            |
| 20         | Valence CF         | 39 070    | [ 26 ]    | 39 560            |
| 21         | Torino FC          | 38 530    | [ 21 ]    | 39 560            |
| 22         | Genoa CFC          | 37 735    | [ 21 ]    | 39 560            |
| 23         | Frosinone Calcio   | 37 294    | [ 21 ]    | 39 560            |
| 24         | Chievo Vérone      | 30 239    | [ 21 ]    | 39 560            |